# Olimpia Giustiniani
Olimpia Giustiniani (18 mai 1641 - 27 décembre 1729), princesse de Palestrina, est une aristocrate italienne de la maison Giustiniani.

## Biographie
Olimpia Giustiniani, née le 18 mai 1641 au palais Pamphili, est la fille d'Andrea Giustiniani et d'Anna Maria Flaminia Pamphili. Son grand-oncle est le pape Innocent X et sa grand-mère maternelle est l'influente Olimpia Maidalchini.
Olimpia Giustiniani se marie en 1653 avec Maffeo Barberini, fils de Taddeo Barberini et d'Anna Colonna, futur prince de Palestrina et frère du cardinal Carlo Barberini et de Lucrezia Barberini, duchesse de Modène.
Le mariage, qui réconcilie les familles Barberini et Pamphili, est organisé par la grand-mère maternelle de la jeune fille, Olimpia Maidalchini, et par l'oncle de Maffeo Barberini, le cardinal Antonio Barberini, plusieurs années après que les Barberini ont été contraints à l'exil par une enquête ouverte par Innocent X à la suite de la guerre de Castro. Olimpia Maidalchini, réalisant que son influence sur le pape Innocent diminue, arrange ce mariage pour faciliter le retour des Barberini à Rome afin de s'attirer les faveurs d'un certain nombre de cardinaux de cette famille. Les Barberini sont également désireux de retourner à Rome et sont enthousiasmés par le projet.
Malgré le fait qu'Olimpia Guistiniani, âgée de douze ans, refuse obstinément d'épouser son prétendant de vingt-deux ans, le couple est marié lors d'une somptueuse cérémonie célébrée par le pape Innocent lui-même. Cependant, après la cérémonie, la jeune fille refuse de rentrer chez elle avec son époux pour permettre la consommation du mariage. Sa mère tente de la persuader en lui disant que d'autres filles sont forcées d'épouser des vieillards et qu'en comparaison, Maffeo Barberini est une bien meilleure option. Comme elle refuse toujours, Olimpia Maidalchini force sa petite-fille à monter dans un carrosse qui l'emmène au palais Barberini.
Maffeo Barberini et Olimpia Giustiniani ont eu cinq enfants :
- Costanza Barberini (1655-1687), mariée au duc Francesco Caetani de Caserta en 1680,
- Camilla Barberini (1657-1740), mariée au comte Carlo Borromeo-Arese en 1689,
- Francesco Barberini (1662-1738), cardinal,
- Urbano Barberini (1664-1722), hérite des titres de son père en 1685,
- Taddeo Barberini (1666-1702), épouse Maria Teresa Muti en 1701 mais meurt sans enfant.